# Georges Dwelshauvers
Georges Dwelshauvers, född 1866, död 1937, var en belgisk filosof och psykolog.
Dwelshauvers var professor i Bryssel. I kärnpunkterna utgick han från Henri Bergson men avvisar hans lära, att det själsliga uteslutande är kvalitativt bestämt. Likaledes opponerar han sig mot Bergsons avoghet mot intelligensen och rationalismen samt mot tolkningen av intuitionen som en utvecklingsform av instinkten. Med Bergson bekämpar han associationspsykologin, och bestrider, att medvetandet är en mosaik av sinnesintryck, förnekar förekomsten av isolerade psykiska element utan betonar istället syntesen som enhetsbandet i medvetandet och hänvisar på det undermedvetna som själslivets bärande grund. Bland hans skrifter märks Les principes de l'idéal scientifique (1892), Réalisme naïf et réalisme critiuque (1896), La synthèse mentale (1908), L'inconscient (1916), samt La psychologie française contemporaine (1920).